# Myrcia skeldingii
Myrcia skeldingii là một loài thực vật thuộc họ Myrtaceae. Đây là loài đặc hữu của Jamaica. Nó đã tuyệt chủng do mất môi trường sống.